# 黃守魁
黃守魁（1551年—1621年10月31日），初名一鲁，字国参，又字君贤，号哲斋、滨南、金湖，泉州晋江潘湖人，明朝軍事人物。

## 生平
黃日章之子，幼時聰慧。兒時在嘉靖间南安白鹤山被倭寇所擄，所幸被祖父贷金赎回。黃守魁讀書不拘守章句，曾考上通判，但不滿一年就辭去，投筆從戎，讀《太公阴符》诸武书。万历七年(1579年)鄉試第四名，得武举人，效用於蓟辽总督。
万历十七年(1589年)黃守魁為武進士探花，初任南京浦子口守备，被王用汲升為河南都司佥事，调江西升四川都司驻建昌，因征戰杨应龙有功升大同参将转福宁参将。之後，原要擢广西参将卻未就任，万历三十七年(1609年)，调松潘副将，因征建南有功與整頓地方土司，而升四川正总兵官。
万历四十八年(1620年)，黃守魁升南京右軍都督府僉書兼提督大教場水陸二營事務。
天启元年(1621年)，黃守魁实授骠骑将军。同年秋，明政府與後金戰爭緊張，黃守魁实授都督佥事。當他帶親屬至重庆处理接兵后勤事务時，交兵的奢崇明卻舉起反旗，發起奢安之亂，杀死巡抚徐可求，並且前去追殺其他官員。當時只有数百兵在船上的黃守魁，與兵登岸搏战。因敵眾我寡，船被逼至重庆阅江楼附近時，黃守魁已手無寸鐵，高坐艦頭，大聲罵敵，最後自殺殉职，年七十。一位姓萬的小妾也投水自殺。脫逃的屬下將黃守魁密葬於江侧。事發之時，為陰曆九月十七日。
皇帝聽聞噩耗，追赠黃守魁為都督同知，谥武烈，赐祭葬於潘湖黄厝山麓，後代遂取“金湖”为其祖号。子黄兆昌世袭千户。
撰《潘湖白鹤拳谱》、《潘湖临漳文山本宗录》等。